# アポロ (クレーター)
アポロ (Apollo) は、月にある巨大な衝突クレーターであり、月の裏側の南半球に位置している。アポロの存在は、アポロの西にある巨大なオッペンハイマーでさえ小さく見える。アポロの北の周壁にはバリンジャーがあり、北の周壁を横切る状態で位置している。南東にはアンダーズがあり、その東にはクレイメノフがある。アポロの周壁は二重に存在し、内側の周壁の直径は外側の周壁の直径のおよそ半分である。双方の周壁は隕石の衝突によって激しく破壊されているために、周壁は複数の山脈によって構成された状態となっている。
アポロ内部にさまざまな大きさのクレーターが存在しており、その中でも特に大きいクレーターには名前が付けられている。ドライデンはアポロの西北西にあり、内側の周壁の外側に接触している。チャフィーは内側の周壁の南西部を横断する形で位置しており、その大きさはドライデンと同程度である。アポロの南東部にはボーマンがある。内側の周壁の内部にはレズニク、マコーリフ、オニヅカ、ジャーヴァス、マクネアが存在している。スミスは内側の周壁北部を横断する形で存在している。アポロ内部の表面は溶岩に覆われており、周囲に比べて太陽の光を反射する割合が小さい。